# Wavre-Sainte-Catherine
Pour les articles homonymes, voir Wavre (homonymie), Waver et Sainte-Catherine.
Wavre-Sainte-Catherine (en néerlandais : Sint-Katelijne-Waver) est une commune néerlandophone de Belgique, située en Région flamande dans la province d'Anvers.

## Toponymie
Le toponyme « Wavre-Sainte-Catherine » (du néerlandais Sint-Katelijne-Waver) est composé de « Wavre » et « Sainte-Catherine » :
- « Sainte-Catherine », Sint-Katelijne en néerlandais étant une néerlandisation de Sint-Catharina, se réfère probablement à Catherine d'Alexandrie.

- « Wavre » (en néerlandais : Waver) fait référence (avec Wavre en Région wallonne) à la forêt de Wavre (Waverwoud) qui se trouvait ici. La première mention de cette forêt date de 1008.

Aujourd'hui, cette commune est souvent appelée communément Sint-Katelijne (« Sainte-Catherine »), voire Katelijne (« Catherine »).

## Sections de la commune
| # | Section                | Superf. (km²) | Habitants (2020) | Habitants par km² | Code INS |
| - | ---------------------- | ------------- | ---------------- | ----------------- | -------- |
| 1 | Wavre-Sainte-Catherine | 23,32         | 15.403           | 661               | 12035A   |
| 2 | Wavre-Notre-Dame       | 12,84         | 5.613            | 437               | 12035B   |

## Héraldique
|  | La commune possède des armoiries qui lui ont été octroyées le 7 juin 1932.. De nouvelles armoiries ont été octroéyes le 1er mars 1988. Dans les anciennes, des traînées d'hermine occupaent l'emplacement de l'aigle, symbole de Onze-Lieve-Vrouw-Waver. Les armoiries montrent les pals de la famille Berthout qui, en 1213, acquit l'essentiel de la zone autour du village. La famille a dominé la région pendant plusieurs siècles. Dans les anciennes armoiries, cinq sentiers d'hermine avaient été placés dans le quartier libre, dérivés de l'une des branches de la famille Berthout. Blasonnement : D'or à trois pals de gueules et un angle d'écu d'or chargé d'un aigle de sable en observation, embouchés et plantés dans le champ. (Traduction libre) Source du blasonnement : Heraldy of the World. |

## Géographie

### Communes limitrophes
| Duffel  |                      | Lierre |
|         | Sint-Katelijne-Waver | Putte  |
| Malines | Bonheiden            |        |

## Démographie

### Évolution démographique: Avant la fusion des communes
- Sources : INS, Rem. : 1831 jusqu'en 1970 = recensements, 1976 = nombre d'habitants au 31 décembre[4].

### Évolution démographique: Commune fusionnée
Graphe de l'évolution de la population de la commune (la commune de Wavre-Sainte-Catherine étant née de la fusion des anciennes communes de Wavre-Sainte-Catherine et de Wavre-Notre-Dame, les données ci-après intègrent les deux communes dans les données avant 1977).
- Source : DGS - Remarque: 1831 jusqu'à 1981=recensement; depuis 1990=nombre d'habitants chaque 1er janvier[5]

## Galerie d'images

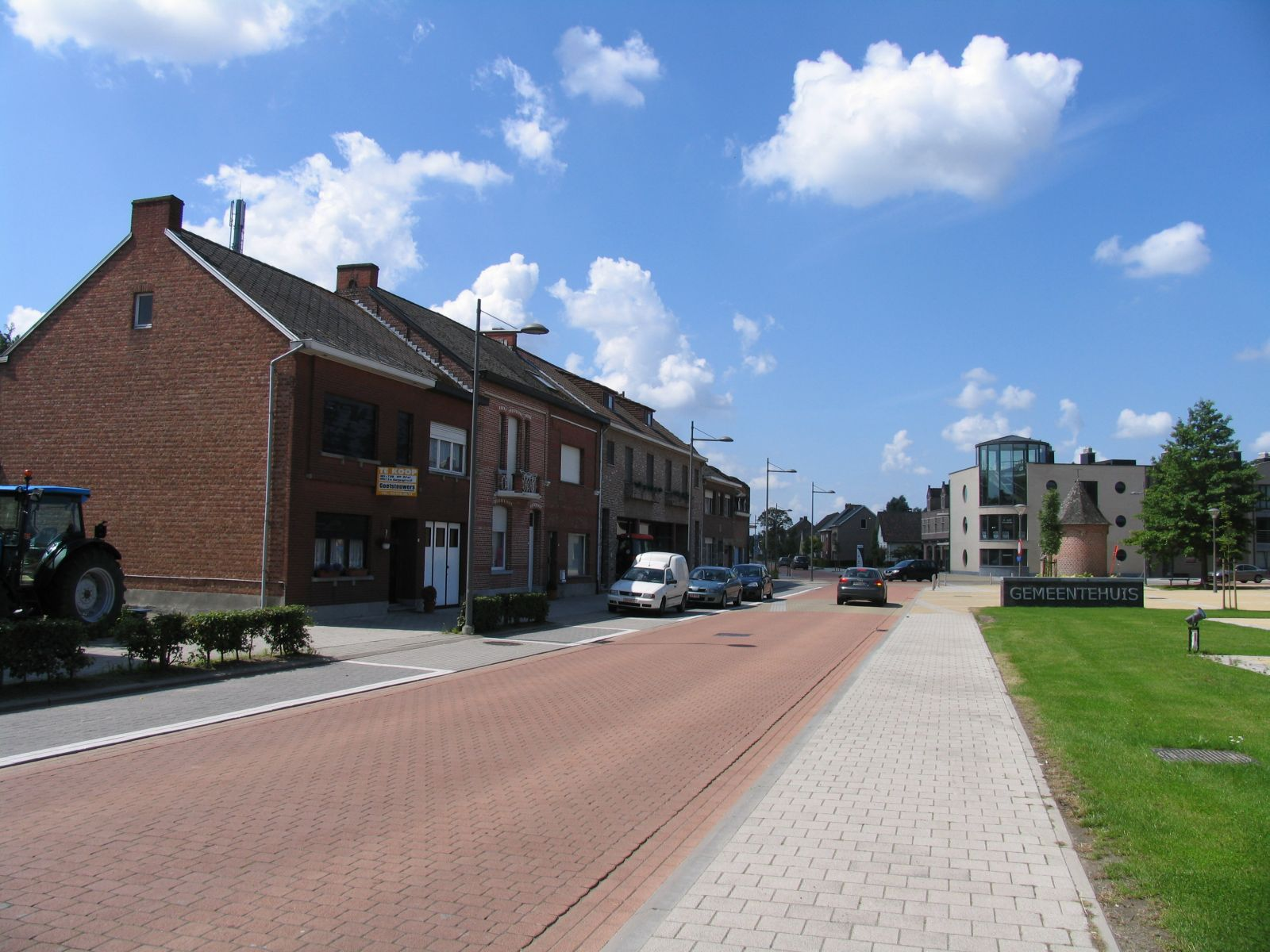
La rue de la Lys (Leliestraat)
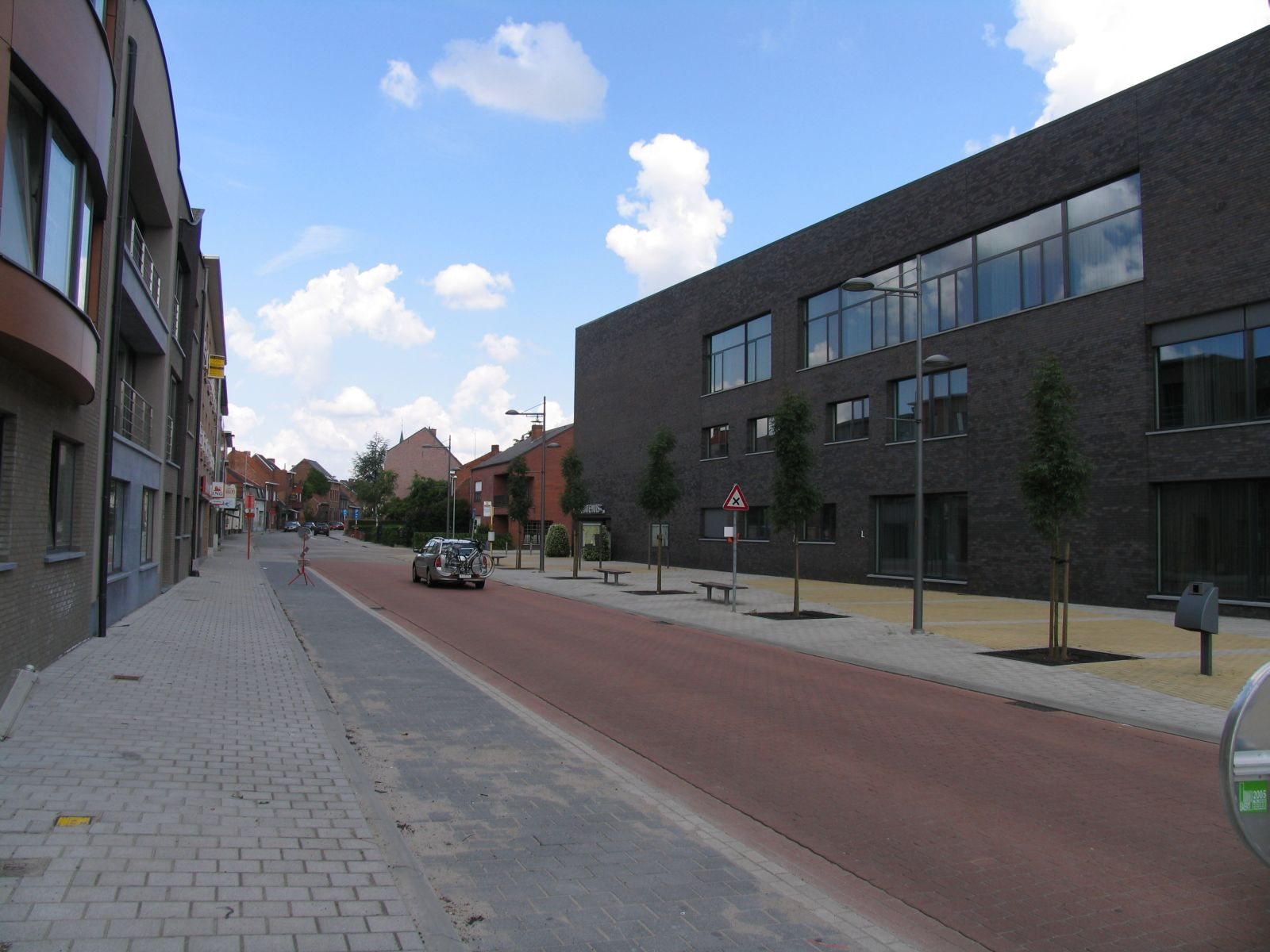
La maison communale de Wavre-Sainte-Catherine
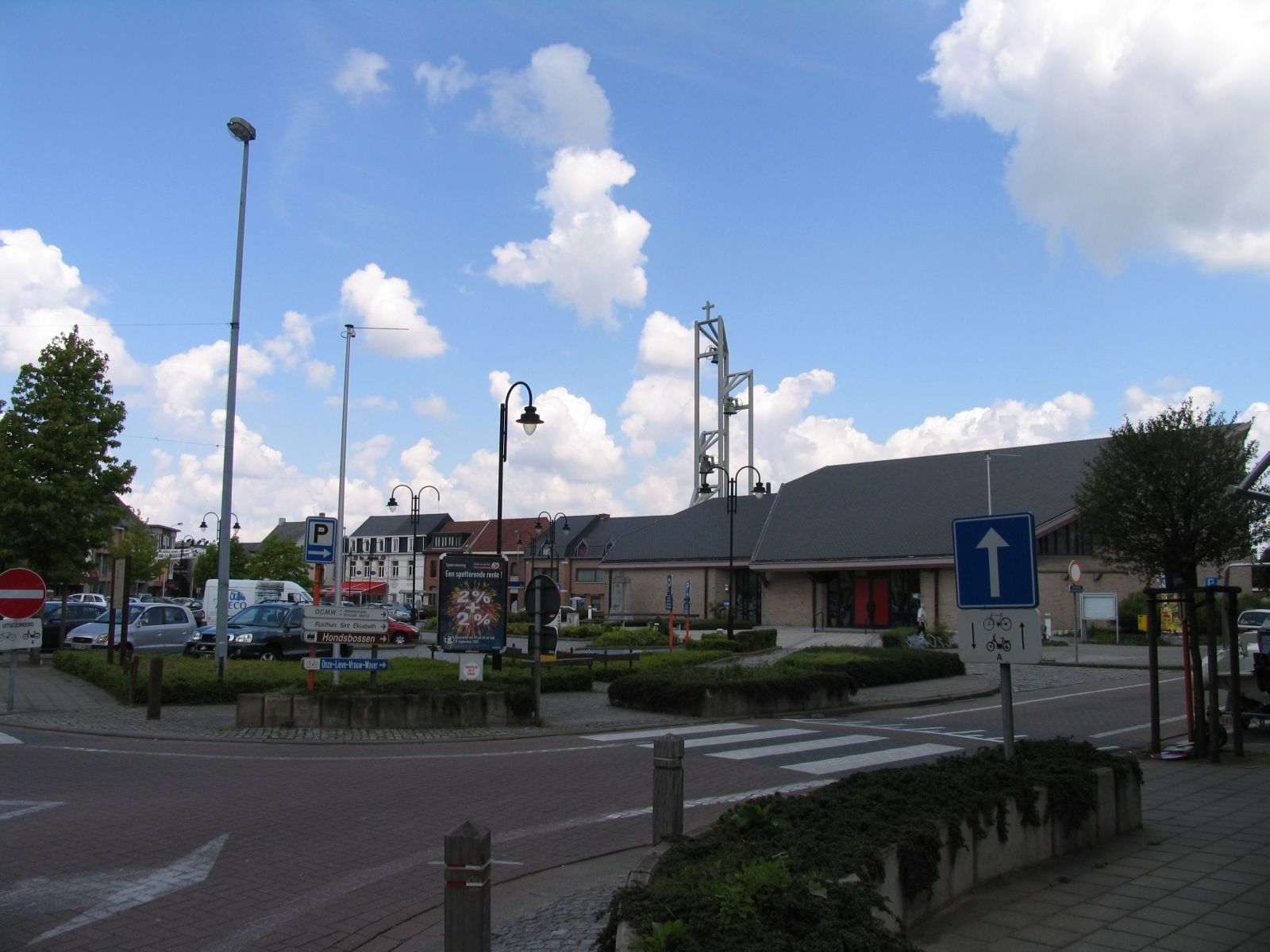
Une place du village
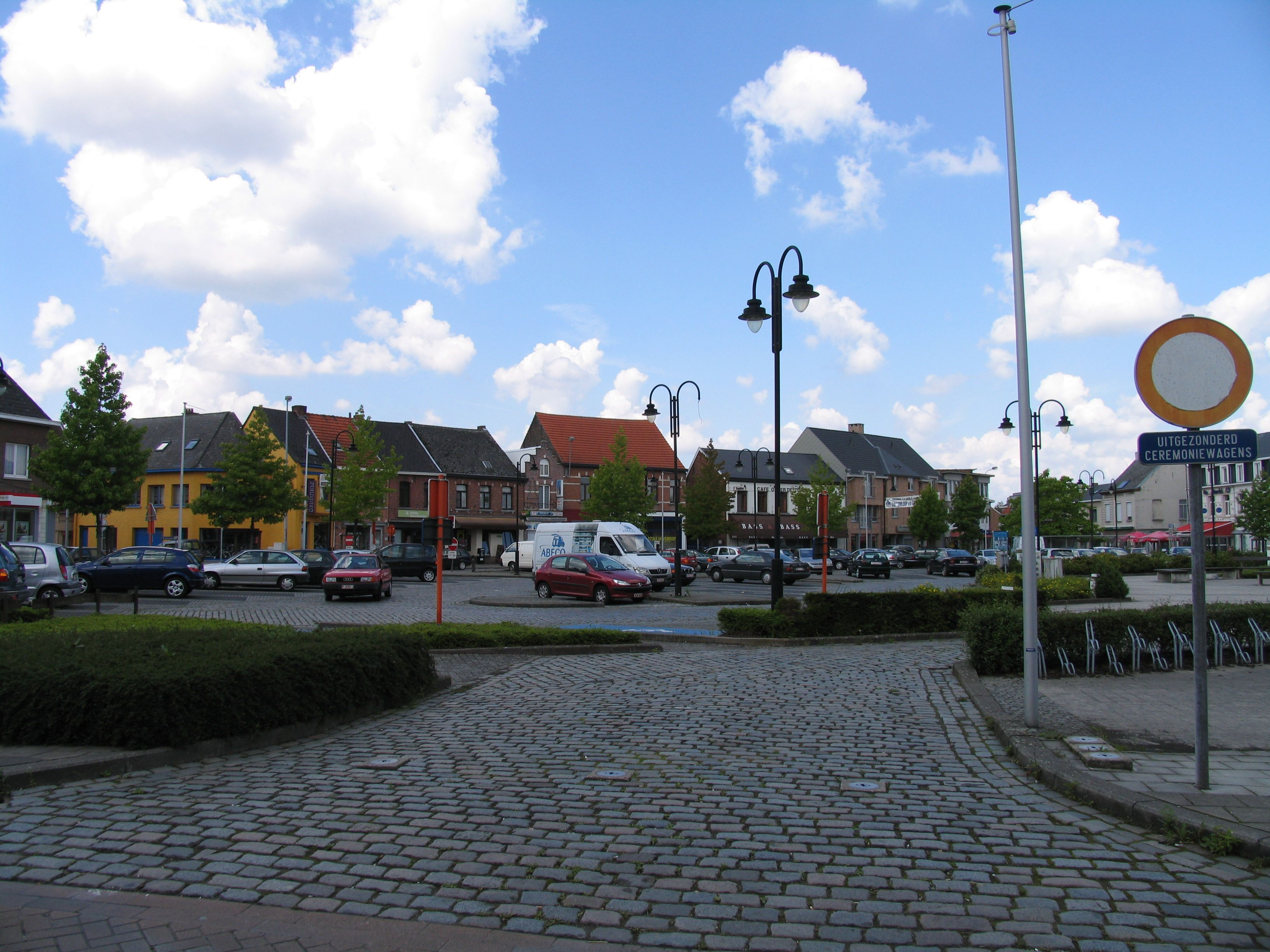
Une place du village
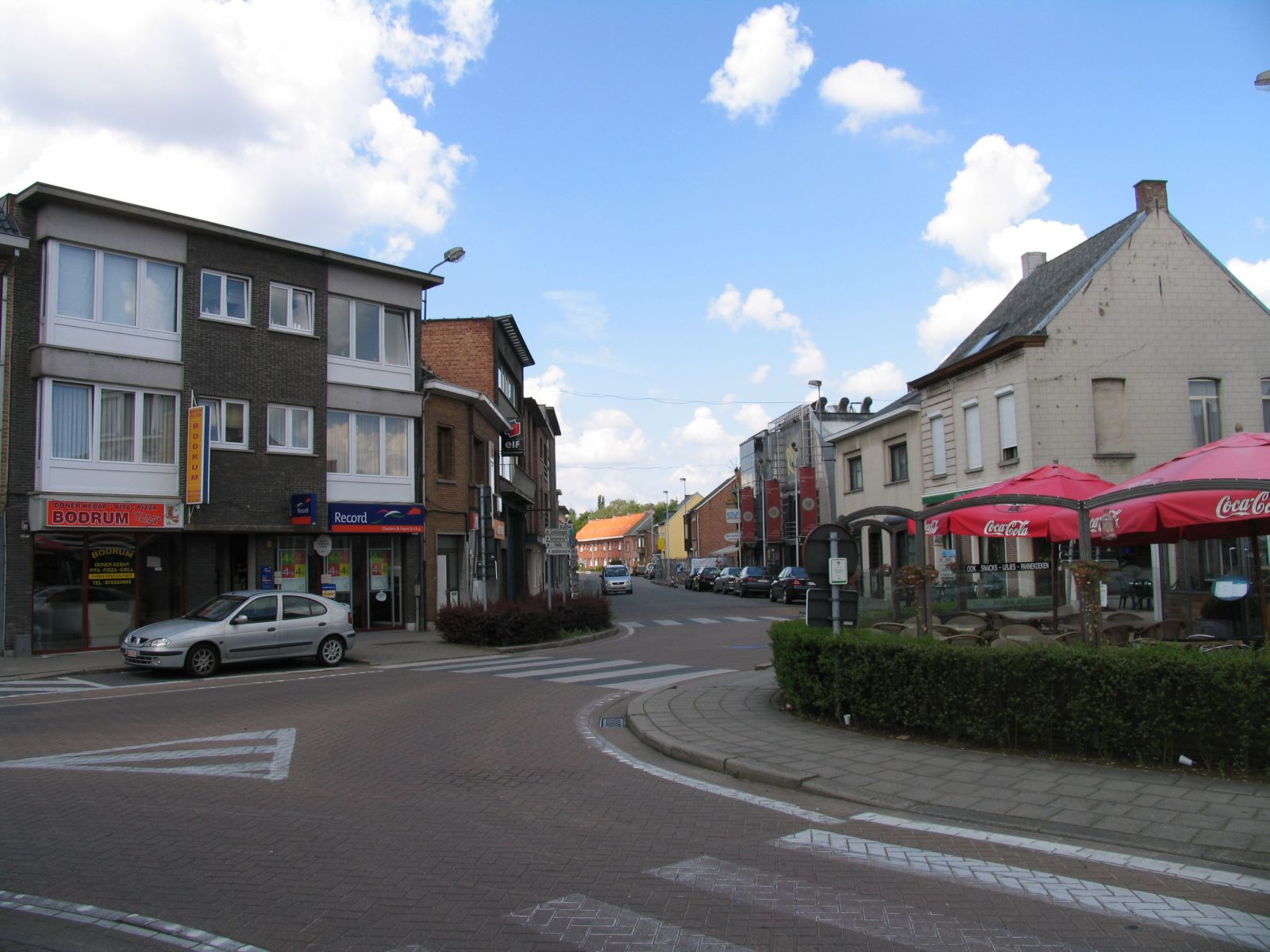
Une place du village

## Politique et administration

### Jumelages
- Iernut (Roumanie) depuis 2001